# Bhairon Singh Shekhawat
Bhairon Singh Shekhawat (Sikar, 23 ottobre 1923 – Jaipur, 15 maggio 2010) è stato un politico indiano.
È stato Vice-Presidente dell'India dall'agosto 2002 al luglio 2007, sotto la presidenza di Abdul Kalam. 
Per tre periodi è stato Primo ministro del Rajasthan: dal giugno 1977 al febbraio 1980, dal marzo 1990 al dicembre 1992 e nuovamente dal dicembre 1993 al novembre 1998.